# Dekanat jadowski
Dekanat jadowski – dekanat diecezji warszawsko-praskiej, wchodzącej w skład metropolii warszawskiej. Dziekanem dekanatu jadowskiego jest proboszcz parafii św. Jakuba Apostoła w Jadowie.
Dekanat jadowski został utworzony w 1918 r. z parafii wydzielonych z dekanatu radzymińskiego. Do 1925 r. funkcję dziekańską pełnili kolejni proboszczowie parafii Kamionna (1925 – 1992 w granicach diec. siedleckiej, od 1992 w diec. drohiczyńskiej). W latach 1920 – 1923 dziekanem jadowskim był bł. ks. Michał Woźniak, beatyfikowany w 1999 r. w gronie 108 Męczenników z czasów II wojny światowej.

## Parafie
| Lp | Miejscowość / parafia                                       | Proboszcz / administrator | Zdjęcie |
| -- | ----------------------------------------------------------- | ------------------------- | ------- |
| 1  | Gwizdały Matki Bożej Częstochowskiej                        | ks. Grzegorz Grzymkiewicz |         |
| 2  | Jadów św. Jakuba                                            | ks. Bogdan Lewiński       |         |
| 3  | Kamieńczyk n. Bugiem Wniebowzięcia Najświętszej Maryi Panny | ks. Kazimierz Klepacki    |         |
| 4  | Kiciny Najświętszej Maryi Panny Królowej Pokoju             | ks. Leszek Rasztawicki    |         |
| 5  | Strachówka Wniebowzięcia Najświętszej Maryi Panny           | ks. Mieczysław Jerzak     |         |
| 6  | Sulejów Świętej Trójcy                                      | ks. Józef Rutkowski       |         |
| 7  | Szewnica Przemienienia Pańskiego                            | ks. Zdzisław Konkol       |         |
| 8  | Urle Matki Bożej Częstochowskiej                            | ks. Paweł Trzciński       |         |